# PerkinElmer
Pour les articles homonymes, voir Perkin et Elmer.
PerkinElmer est une entreprise américaine spécialisée dans la fabrication de matériel de mesure scientifique. Elle est basée à Wellesley dans le Massachusetts.
Aujourd'hui la société compte plus 7 400 employés répartis sur 125 pays. Ses domaines d'activité sont très diversifiés : matériel de diagnostic médical, analyses chimique, agronomique, génétique, optoélectronique.
C'est une société qui fabrique des appareils scientifiques notamment dans la biologie et l'optoélectronique. La division PerkinElmer's Life and Analytical Sciences développe et produit dans les domaines de la recherche de molécules biologiques, d'outils de mesures chimique et environnementale, d'imagerie médicale, d'instruments et réactifs pour le dépistage génétique. La division Optoelectronics conçoit et construit des équipements d'imageries digitale et lumineuse.

## Historique
La société fut fondée en 1937 par Richard Scott Perkin et Charles Elmer comme société de consultants en design en optique.
Elle fusionne en 1992 avec Applied Biosystems pour former Applera Corporation.
PerkinElmer est acquise en 1999 par EG&G qui reprend le nom PerkinElmer. 
La compagnie a abandonné sa filiale qui la représentait dans l'astronomie il y a quelques années.
En septembre 2011, PelkinElmer annonce l'acquisition de Caliper, spécialisée dans la génomique, pour 600 millions d'euros.
En juin 2017, PerkinElmer annonce l'acquisition de l'entreprise allemande Euroimmun, spécialisée notamment dans les traitements infectieux et ayant 2 400 employés, pour 1,3 milliard de dollars.
En juillet 2021, PerkinElmer annonce l'acquisition de BioLegend, spécialisée dans la production d'anticorps, pour 5,3 milliards de dollars.

### Anecdote

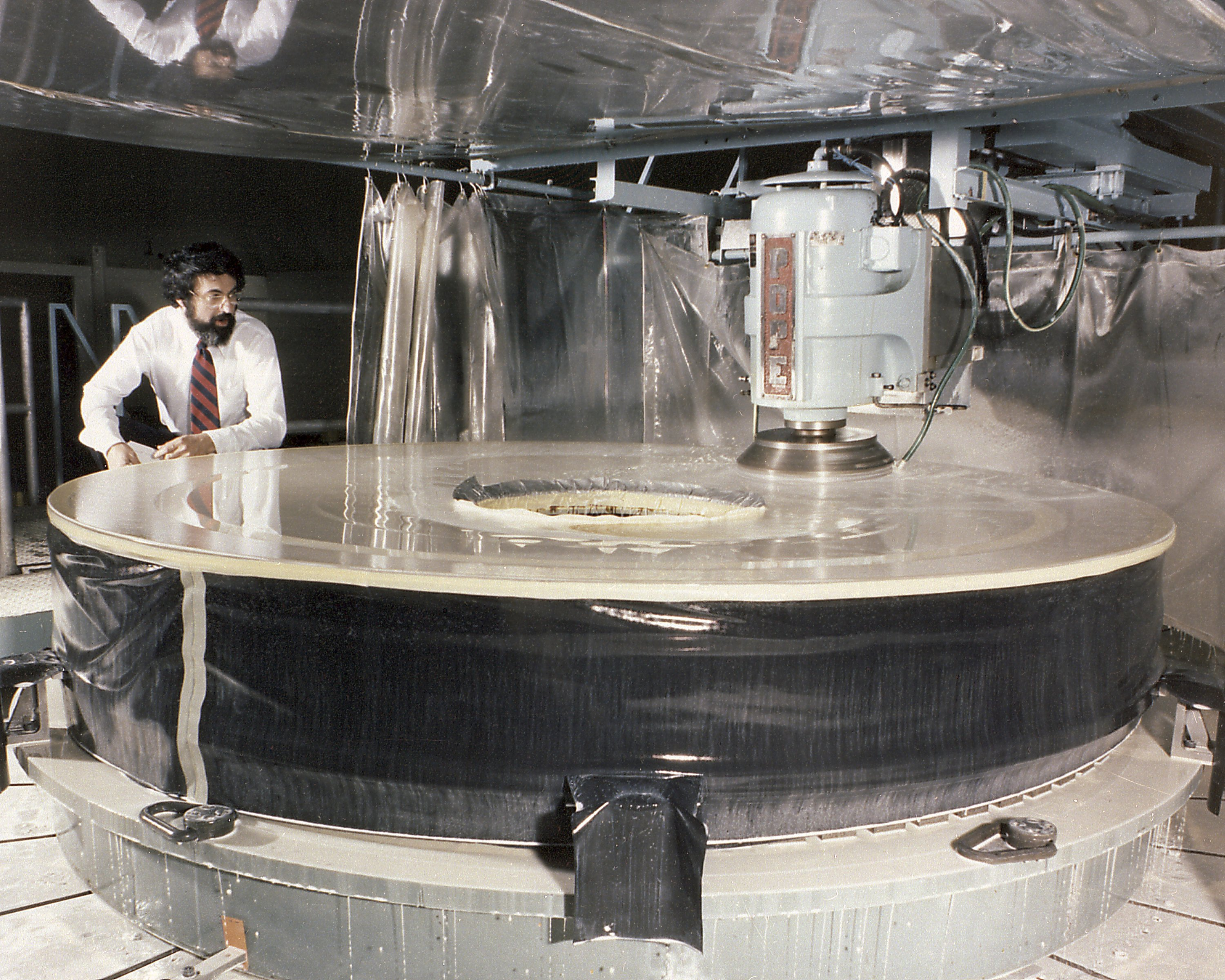
Polissage du miroir principal du télescope spatial Hubble

Perkin Elmer fut chargé de polir le miroir principal du télescope spatial Hubble. Or ce n'est qu'après le lancement que l'on s'aperçut que ce travail avait été non conforme et que l'optique du télescope fournissait des images floues. En effet, le miroir présentait une aberration sphérique d'1/50e d'un cheveu humain.

## Structure

### Divisions
PerkinElmer est une société structurée en divisions, indépendantes les unes des autres, avec chacune sa gamme de produits et de services. Elle s'articule autour de 3 divisions commerciales : BioDiscovery (ancien Life Sciences), Genetic Screening et Optoelectronics. Il existe une 4e division, un peu différente, le Service OneSource, qui pourrait se résumer comme un service multivendeur de qualification et de certification des instruments.
Life Science & Technology
Il s'agit de la division la plus importante de PerkinElmer. Son chiffre d'affaires représente 64 % du chiffre d'affaires total de PerkinElmer en 2006. Cette division propose toutes sortes d'instruments, de réactifs et de logiciels pour l'analyse thermique, inorganique, la chromatographie, la spectroscopie, les compteurs de radioactivité et les automates pipeteurs.
Il s'agit de la plus large gamme au monde si l'on regarde l'ensemble des produits instruments-réactifs-logiciels.
Diagnostics
C'est la division Diagnostic in vitro de PerkinElmer. Cette division représente 19 % de son chiffre d'affaires total. Beaucoup plus modeste en termes d'effectif, elle reste toutefois la plus rentable pour la société. Il s'agit d'une division peu diversifiée qui se concentre sur des marchés de niche.
Elle reste concentrée sur trois domaines d'activité :
- dépistage prénatal de la trisomie 21 avec les marqueurs sériques maternels. PerkinElmer possède les agréments pour tous les marqueurs existant aujourd'hui : AFP, hCG, hCG-b, uE3 et PAPP-A. Un autre marqueur échographique s'intègre dans la solution, la clarté nucale, mesurée par les échographistes ;
- dépistage néonatal avec le test de Guthrie sur les maladies métaboliques. Ces tests s'articulent autour de deux techniques très différentes : la technique DELFIA propre à PerkinElmer, et la spectrométrie de masse. La technique DELFIA est une technique en fluorescence à temps retardé, utilisant les terres rares. Elle permet notamment de doser pour ce cas la TSH (pour dépister l'hypothyroïdie), la 17-OHP (pour dépister l'hyperplasie congénitale des surrénales) et la TIR (pour dépister la mucoviscidose). Très prochainement, un test pour dépister certaines formes d'anémie (90 % d'entre elles) sera proposé avec cette même technique. La spectrométrie de masse est une technique relativement récente en diagnostic in vitro. Cette technique a l'avantage de permettre un dépistage beaucoup plus important, puisque qu'avec un seul test il permet de doser jusqu'à 25 acides aminés et acylcarnithines, responsables de diverses maladies métaboliques ;
- dépistage génétique avec la gamme Molecular Diagnostics, proposant de la puce à ADN haute résolution pour l'étude des retards mentaux, le prénatal, l'étude des cellules souches ainsi que le diagnostic préimplantatoire, et le diagnostic du Syndrome de l'X fragile.

Lab Services
PerkinElmer offre divers services via des laboratoires d'analyse, essentiellement aux Ètats-Unis.
Signature Genomics : le laboratoire Signature Genomics est situé à Spokane, proche de la ville américaine de Seattle. Ce laboratoire fondé par la cytogénéticienne Lisa Shaffer fut racheté par PerkinElmer en 2010. Il offre des services d'analyse génétique essentiellement grâce à la technologie des puces à ADN.
PKI Genetics : anciennement Pediatrix, ce laboratoire fournit un service de dépistage néonatal sur le territoire américain essentiellement.
NTD Labs : ce laboratoire offre un service de dépistage prénatal de la trisomie 21 via les méthodes développées chez PerkinElmer.

## Produits et services
- Absorption Atomique (AA)
- Analyse & Imagerie Cellulaire (inclut image analysis software)
- Systèmes de Diagnostic Clinique
- Fournitures et Consommables
- Consumer Lighting
- Digital Imaging Components
- Analyse Élémentaire
- Spectroscopie en Fluorescence
- Gas Chromatography GC
- GC/MS
- Dépistage Haut Débit
- HPLC
- Spectromtry
- ICP-OES
- Infrarouge (FTIR et FTNIR)
- Automate de Laboratoire
- LED Solutions
- Logiciels Gestion de Données & de Laboratoires
- Compteurs de Luminescence
- Imagerie Médicale
- Biopuce en CGH array
- Techniques de Microplaques
- Systèmes de Dépistage Néonatal
- Lecteurs de Plaques
- Polarimetrie
- Systèmes de Dépistage Prénatal
- Imagerie Protéomique
- Radioactivité
- Détecteurs de radioactivité
- Spectroscopie Raman
- Reagents & Assay Platforms
- Réactifs pour la recherche
- Scientific Imaging Software
- Senseurs
- Specialty Lighting
- Analyse Thermique (TA)
- UV/Vis et UV/Vis/NIR

### Organigramme
Les PDG de l'entreprise :
- Gregory Summe : de 1998 à 2007
- Robert Friel : depuis avril 2008

Autres :
- Président de la division Diagnostics : Jim Corbett.